# Троизи, Джеймс
Дже́ймс Трои́зи (англ. James Troisi; 3 июля 1988, Аделаида, Австралия) — австралийский футболист, полузащитник. Выступал за сборную Австралии. Участник Олимпийских игр 2008 года и чемпионата мира 2014 года.

## Клубная карьера
В январе 2007 года Троизи подписал свой первый профессиональный контракт с английским «Ньюкасл Юнайтед», за молодёжную команду которого он выступал. Он принимал участие в товарищеских матчах в межсезонье, а также регулярно оказывался на скамейке запасных в матчах Премьер-лиги и Кубка УЕФА, но официальный дебют за клуб так и не состоялся. Интерес к Джеймсу проявляли английские, испанские клубы и голландская «Рода».
В августе 2008 года Джеймс перешёл в турецкий «Генчлербирлиги», подписав контракт на три года. 14 сентября в матче против «Эскишехирспора» он дебютировал в турецкой Суперлиге. 25 октября в поединке против «Денизлиспора» Троизи забил свой первый мяч за клуб. 24 января 2009 во встрече против «Кайсериспора» Джеймс сделал хет-трик.
В июле 2009 года Джеймс подписал четырёхлетний контракт с «Кайсериспором». 9 августа в матче против своего бывшего клуба «Генчлербирлиги» он дебютировал за новую команду. 15 октября 2011 года в матче против «Бешикташа» Троизи забил свой первый гол за клуб. В этом же сезоне с 10 мячами он стал лучшим бомбардиром команды.
22 августа 2012 года итальянский «Ювентус» подписал с Троизи контракт на четыре года, но половина прав сразу же была продана «Аталанте» как часть компенсации за переход Маноло Габбьядини. 26 августа в матче против римского «Лацио» Джеймс дебютировал в Серии А, выйдя на замену вместо Эсекьеля Скелотто. В сентябре 2013 года для получения игровой практики Троизи вернулся на родину в «Мельбурн Виктори». 12 октября в матче против «Мельбурн Харт» он дебютировал в Эй-лиге. 18 октября в поединке против «Аделаида Юнайтед» Джеймс забил свой первый гол за «Мельбурн Виктори». В 2014 году в матчах азиатской лиги чемпионов против тайского «Муангтонг Юнайтед», японского «Иокогама Ф. Маринос» и китайского «Гуанчжоу Эвергранд» Таобао он забил по голу.
Летом 2014 года «Ювентус» полностью выкупил трансфер Троизи у «Аталанты» за 3 млн евро. Для получения игровой практики Джеймс был сразу же отдан в аренду в бельгийский «Зюлте-Варегем». 13 сентября в матче против «Васланд-Беверен» он дебютировал в Жюпиле лиге. 19 сентября в поединке против «Шарлеруа» Троизи забил свой первый гол за новую команду.
Летом 2015 года Джеймс перешёл в аравийский «Аль-Иттихад». 19 сентября в матче против «Аль-Фейсали» он дебютировал в чемпионате Саудовской Аравии. Через полгода Троизи присоединился к китайскому «Ляонин Хувин». 6 марта в матче против «Шицзячжуан Эвер Брайт» он дебютировал в чемпионате Китая.
Летом того же года Джеймс вернулся в «Мельбурн Виктори», подписав однолетний контракт. Летом 2017 года Троизи согласовал с «Мельбурн Виктори» новый двухлетний контракт.
5 октября 2019 года Троизи подписал двухлетний контракт с «Аделаидой Юнайтед». 14 декабря 2020 года контракт Троизи и «Аделаиды Юнайтед» был расторгнут по взаимному согласию сторон.
После ухода из «Аделаиды Юнайтед» Троизи присоединился к «Уэстерн Сидней Уондерерс», подписав контракт на два сезона.

## Международная карьера
В 2008 году в составе олимпийской сборной Австралии Троизи принял участие в Олимпийских играх в Пекине. На турнире он сыграл в матчах группового этапа против команд Кот-д’Ивуара и Аргентины.
22 марта 2008 года в матче против сборной Сингапура Джеймс дебютировал за сборную Австралии. 5 июня 2011 года в товарищеском поединке против сборной Новой Зеландии Троизи забил свой первый мяч за национальную команду, реализовав пенальти в конце встречи.
В 2014 году Джеймс попал в заявку национальной команды на участие в чемпионате мира в Бразилии. На турнире он сыграл в матчах против Чили и Испании.
В начале 2015 года Троизи принял участие в домашнем Кубке Азии. На турнире он сыграл в матчах против сборных Кувейта, ОАЭ, Китая и дважды Южной Кореи. В поединках против новозеландцев и корейцев Джеймс забил по голу и помог сборной завоевать трофей.
В 2017 году Троизи принял участие в Кубке конфедераций в России. На турнире он сыграл в матчах против команд Германии, Камеруна и Чили. В поединке против чилийцев Джеймс забил гол.

### Голы за сборную Австралии
| #   | Дата           | Место                                                  | Противник      | Счёт | Результат | Соревнование            |
| --- | -------------- | ------------------------------------------------------ | -------------- | ---- | --------- | ----------------------- |
| 01. | 5 июня 2011    | Аделаида Овал, Аделаида, Австралия                     | Новая Зеландия | 3:0  | 3:0       | Товарищеский матч       |
| 02. | 9 января 2015  | Прямоугольный стадион, Мельбурн, Австралия             | Кувейт         | 4:1  | 4:1       | Кубок Азии 2015         |
| 03. | 31 января 2015 | Австралия, Сидней, Австралия                           | Южная Корея    | 2:1  | 2:1       | Кубок Азии 2015         |
| 04. | 25 марта 2015  | Стадион имени Фрица Вальтера, Кайзерслаутерн, Германия | Германия       | 1:1  | 2:2       | Товарищеский матч       |
| 05. | 25 июня 2017   | Открытие Арена, Москва, Россия                         | Чили           | 0:1  | 1:1       | Кубок конфедераций 2017 |

## Достижения
Международные
 Австралия
- Кубок Азии — 2015